# Alfred Poell (peintre)
Pour l’article homonyme, voir Alfred Poell (baryton).
Alfred Poell (né le 27 mars 1867 à Oberndorf bei Salzburg, mort le 8 septembre 1929 à Gmunden) est un peintre autrichien.

## Biographie
Le père de Poell est l'inspecteur médical du Land du Tyrol du Sud François Poell. Après sa maturité, Poell étudie la médecine à l'université d'Innsbruck. Il est membre du Corps Gothia Innsbruck en 1886. En 1888-1889, il étudie pendant un an à l'académie des beaux-arts de Munich sous la direction de Wilhelm Velten. Docteur en médecine en 1893, Poell va à la clinique de Klagenfurt. À Klagenfurt, il rencontre sa femme Hélène. Devenu gynécologue, il s'installe à Linz en 1899.

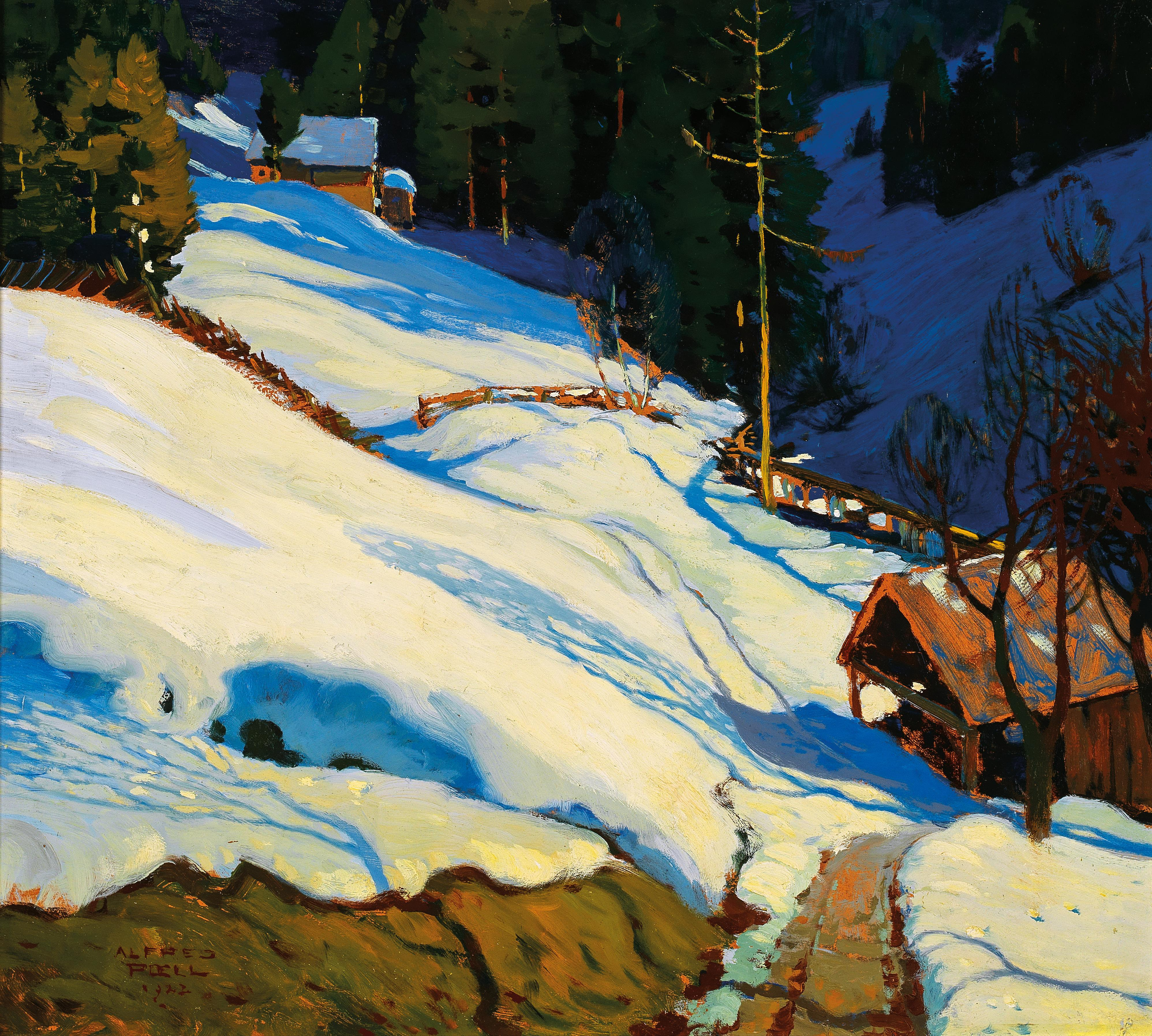
Paysage hivernal, 1922.

En tant qu'artiste, il est d'abord membre de l'Oberösterreichischer Kunstverein et en 1913 cofondateur et président de l'association d'artistes Der Ring, ainsi que cofondateur et en 1921 brièvement président de MAERZ à Linz. À partir de 1913, il est membre de la Sécession viennoise. En 1917, il met un atelier à la disposition de l'artiste Matthias May à Linz. Poell crée des paysages à grande échelle avec un effet décoratif comme expression d'une observation sûre de la nature dans des couleurs puissantes. Ce n'est que dans ses dernières années qu'il crée des natures mortes. Il est présent régulièrement aux expositions de la Sécession viennoise à partir de 1912. En 1928, il participe à la grande exposition collective du Volksgartensalon de Linz avec 136 œuvres.
Il est le père du chanteur d'opéra Alfred Poell (1900-1968).